# Warmbrunner Gebäck

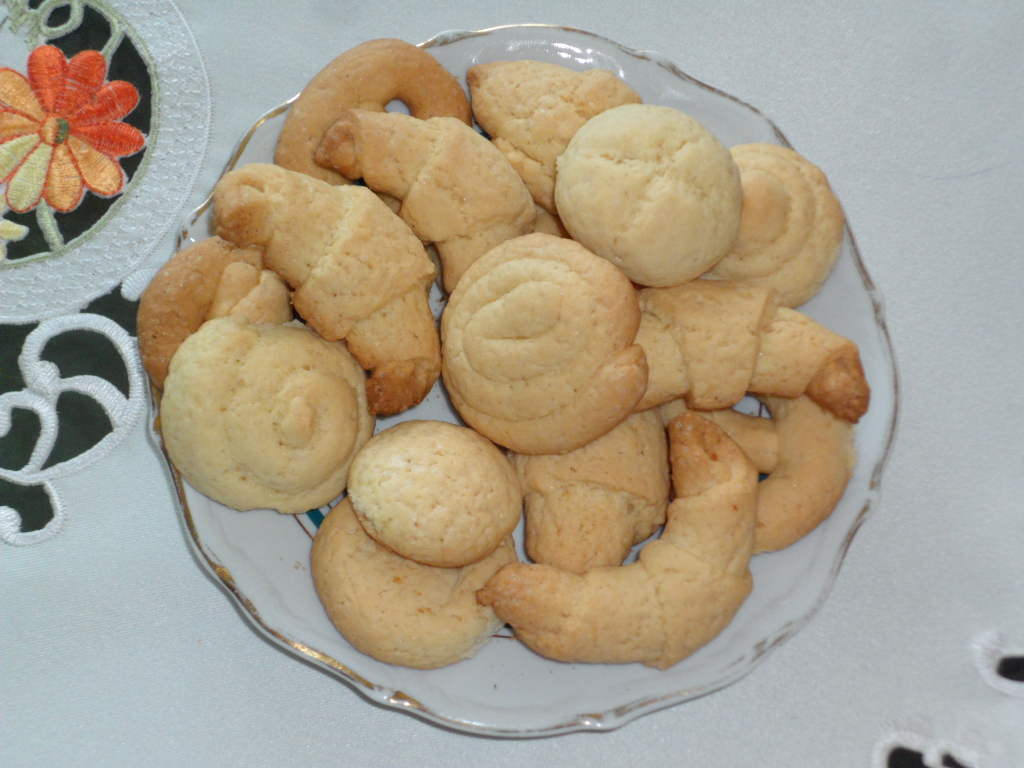
Warmbrunner Gebäck

Das Warmbrunner Gebäck (schlesisch Wormboader Gebäck) ist ein Teegebäck aus Warmbrunn (seit 1945 Cieplice Śląskie-Zdrój). „Warmbrunner Gebäck“ ist keine geschützte Herkunftsangabe. Vor 1945 wurde dieses Gebäck in Warmbrunn und Umgebung hergestellt und von dort aus vertrieben.  
Rezept aus dem schlesischen Kochbuch von 1918 Verlag Gottlieb Korn in Breslau
125 g Mehl 
150 g Zucker
450 g Mehl
2 Eier
1 TL Backpulver
1 EL Arak
Butter und Zucker gründlich verrühren, nach und nach die Eier zufügen. Die Pottasche in Arak auflösen und zusammen mit dem Mehl und der Butter-Zuckermasse zu einem Teig verarbeiten. Nachdem der Teig geknetet wurde, formt man daraus kleine Brezeln oder andere Figuren. Vor dem Backen bestreicht man sie mit gequirltem Ei und bestreut sie nach Belieben mit Mandeln.